# Rote Weichwanze

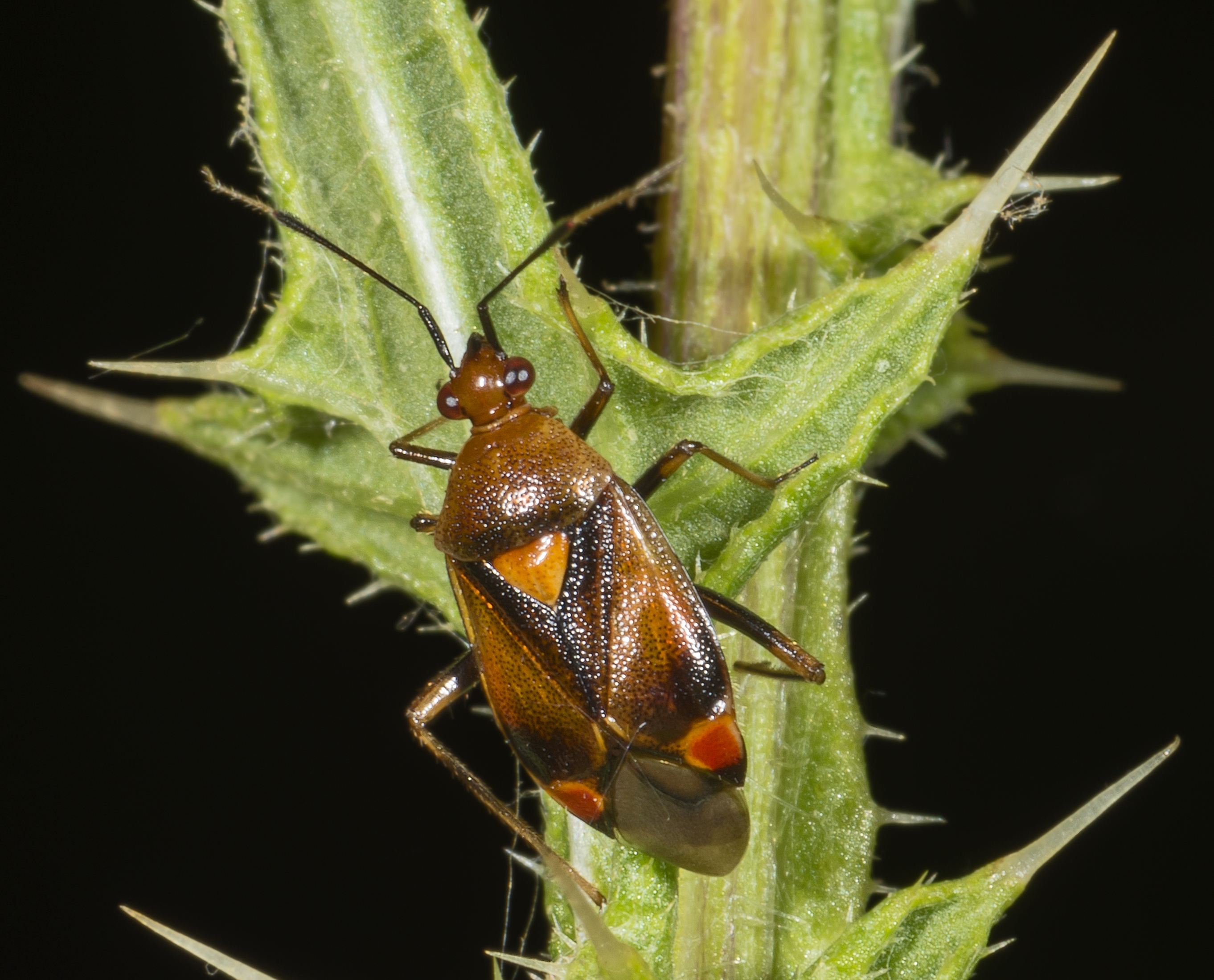
Rote Weichwanze (bräunliche Grundfärbung)

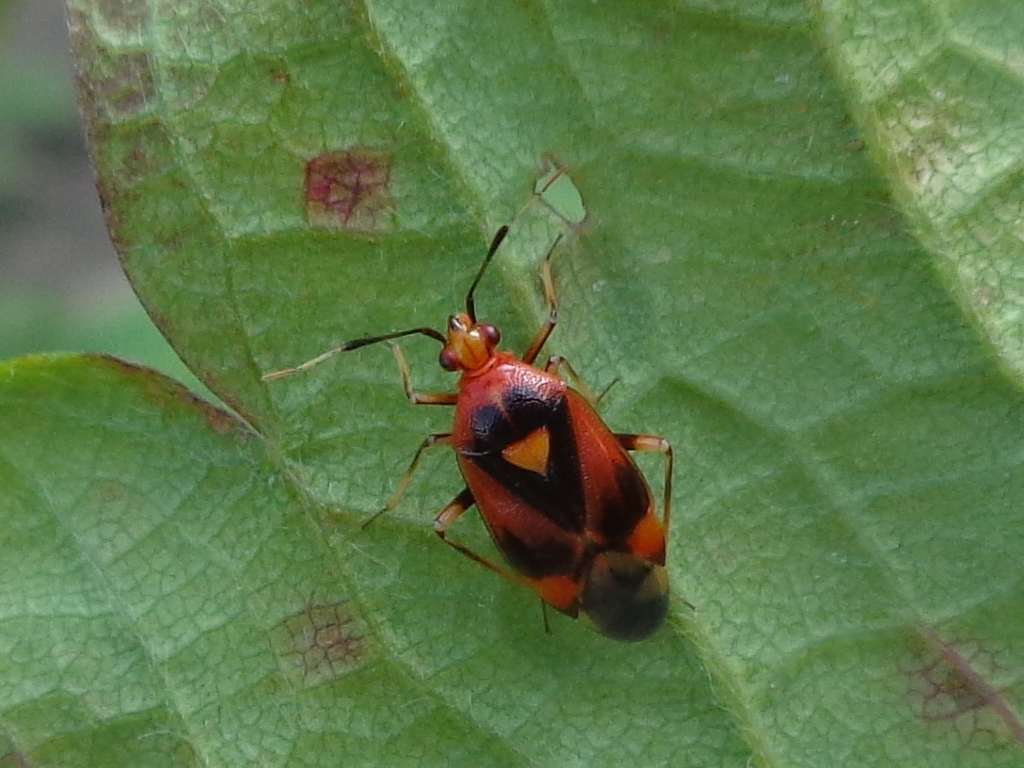
Rote Weichwanze (rot-orange Grundfärbung)

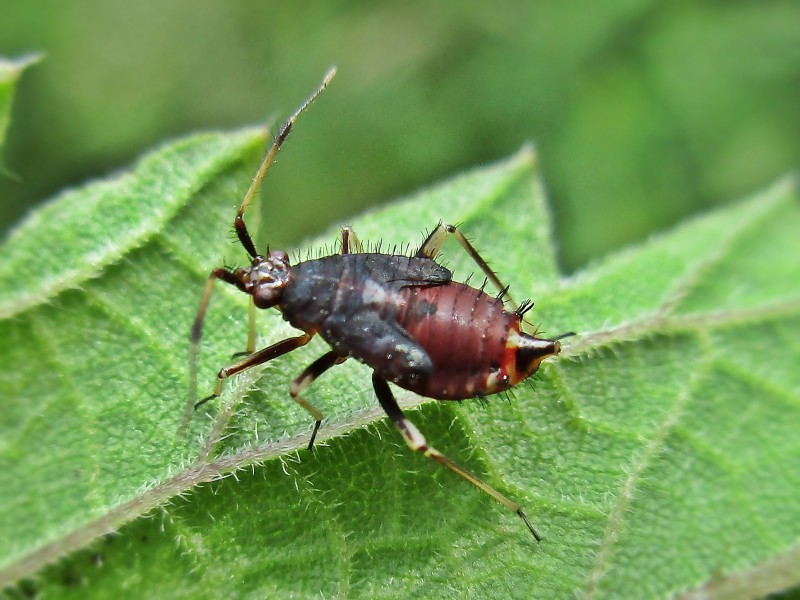
Nymphe

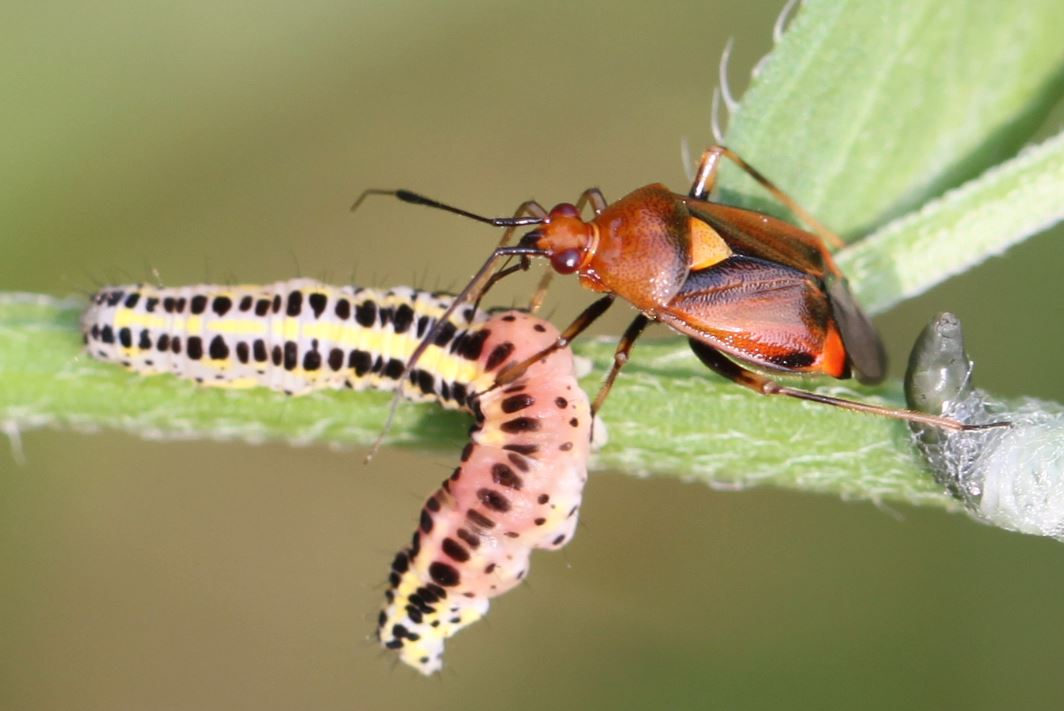
Rote Weichwanze saugt an einer Raupe der Möndcheneule

Die Rote Weichwanze (Deraeocoris ruber), auch Rote Halsringweichwanze genannt, ist eine Wanze aus der Familie der Weichwanzen (Miridae). 

## Merkmale
Die Tiere werden 6,6 bis 7,7 Millimeter lang. Ihre Grundfarbe variiert von rot-orange bis nahezu vollständig schwarz. In der Regel ist der Cuneus der Hemielytren mehr oder weniger stark rot gefärbt. Die Männchen sind dunkler gefärbt als die Weibchen.

## Vorkommen und Lebensraum
Die Art ist in ganz Europa (mit Ausnahme des hohen Nordens), Nordafrika und weiter östlich bis in den Kaukasus verbreitet. Sie wurde auch nach Nord- und Südamerika verschleppt und tritt dort lokal auf. In Mitteleuropa tritt sie überall auf und ist häufig, sie ist jedoch im Norden und in den höheren Lagen der Mittelgebirge deutlich seltener. Besiedelt werden die Kraut-, Strauch- und Baumschicht, wobei die Art auf keine bestimmten Pflanzen beschränkt ist. Man findet sie jedoch vor allem auf Großer Brennnessel (Urtica dioica), Rubus-Arten, Geißklee (Cytisus) und Disteln. An Gehölzen werden Laubbäume inklusive Obstgehölze bevorzugt, nur seltener findet man die Wanzen auch auf Nadelhölzern wie Kiefern (Pinus), Lärchen (Larix), Lebensbäumen (Thuja) und Wacholder (Juniperus), an denen Baumläuse (Lachnidae) leben. Die Art besiedelt zwar auch Wälder, tritt jedoch vor allem an sonnigen Waldrändern und offenen Lebensräumen auf.

## Lebensweise
Die Art ernährt sich räuberisch von verschiedenen kleinen Gliederfüßern wie beispielsweise kleineren Schmetterlingsraupen, jedoch insbesondere von Blattläusen. Die Beute wird durch einen auch für den Menschen schmerzhaften Stich rasch abgetötet und ausgesaugt. Sie gilt daher in der Landwirtschaft als Nützling. Die Weibchen legen ihre Eier im August und September ab. Die Überwinterung erfolgt noch als Ei, aus dem im Mai die rotbraunen, am Hinterleib stachelig bewehrten Nymphen schlüpfen. Die adulten Tiere treten dann vor allem im Juli und August auf und werden ab Ende September zunehmend seltener. Im Mittelmeerraum und möglicherweise auch an temperaturbegünstigten Orten weiter nördlich entstehen zwei Generationen pro Jahr.

## Taxonomie
Die Art wurde von Carl von Linné als Cimex ruber in seinem Werk Systema Naturae beschrieben. Heute wird sie in die Gattung Deraeocoris innerhalb der Weichwanzen-Unterfamilie Deraeocorinae gestellt.

## Belege